# Pirapó (Apucarana)
Pirapó é um  distrito do município de Apucarana, no norte do estado brasileiro do Paraná. Já foi uma região muito forte na produção de café, porém, sofreu um declínio da plantação com a geada negra de julho de 1975.

## Topônimo
"Pirapó" é um nome de origem tupi-guarani com os seguintes significados: "peixe pula-pula", "saldo de peixe" ou "peixe que pula"..

## Histórico
Sua formação ocorre na década de 1930 com a chegada dos primeiros imigrantes italiano, vindos do interior de São Paulo.

## Festas e turismo

### Festa do Café
Todos os anos, no mês de setembro, é realizado no distrito a tradicional Feicafé para comemorar o fim da colheita anual que geralmente se encerra entre Agosto/Setembro. O evento conta com shows, barracas de alimentação, parque de diversão e alguns concursos como a da rainha do café.

### Museu do Café
Localizado na antiga estação de trem, o Museu do Café conta a história local e da economia cafeeira desde seus primórdios, na década de 1930